# اماندلبالت
اماندلبالت (به لاتین: Amandelbult) یک شهرک در آفریقای جنوبی است که در لیمپوپو واقع شده‌است.